# The Life of Larry och Larry & Steve

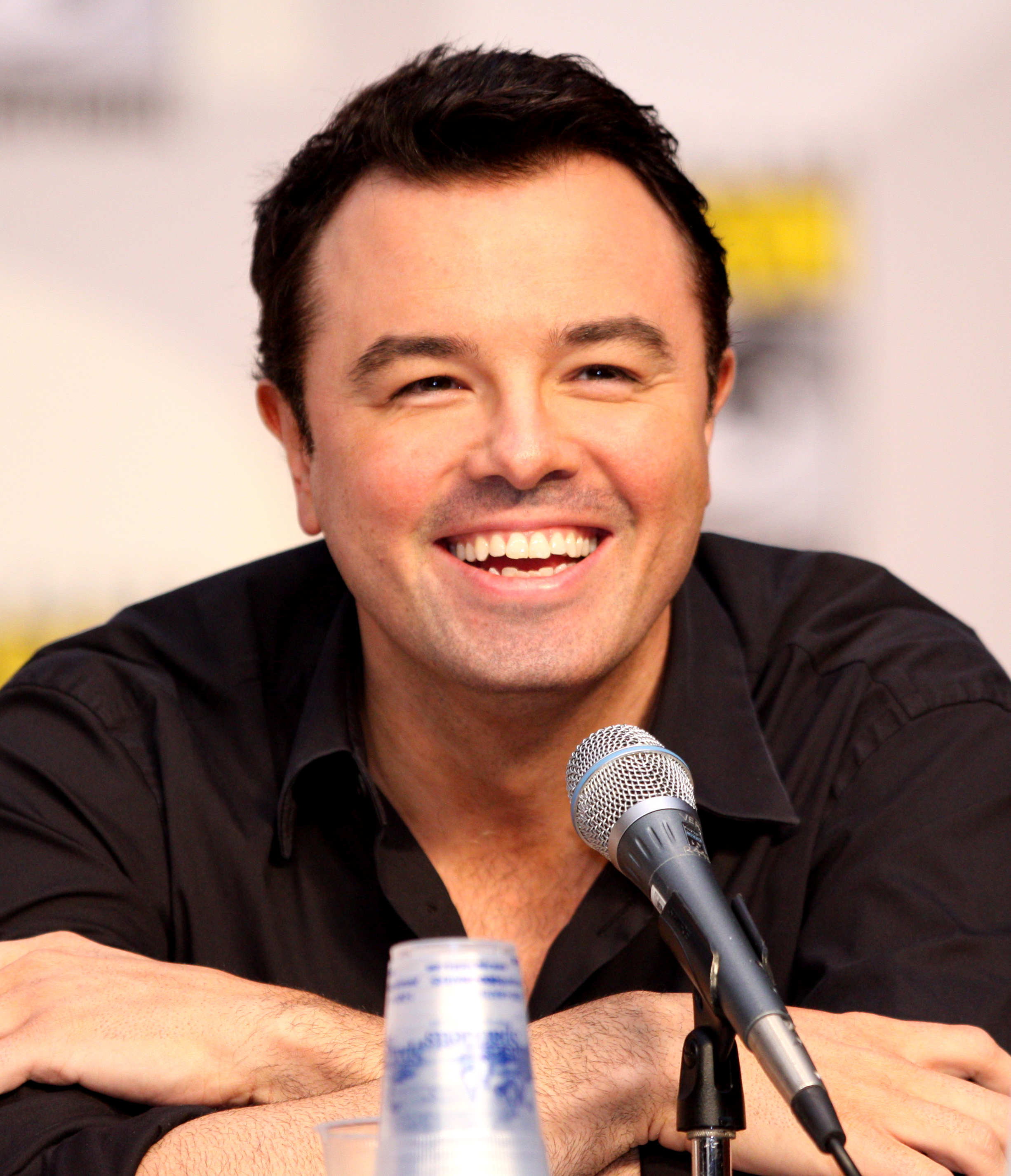
Seth MacFarlane skapade The Life of Larry när han studerade vid Rhode Island School of Design.

The Life of Larry och Larry & Steve är två animerade kortfilmer skapade av Seth MacFarlane på 1900-talet som ledde till den animerade sitcomen Family Guy. MacFarlane gjorde ursprungligen The Life of Larry som en uppsatsfilm när han studerade vid Rhode Island School of Design (RISD). Hans professor på RISD skickade in filmen till Hanna-Barbera, där MacFarlane fick ett jobb ett år senare. Senare samma år gjorde MacFarlane en uppföljare till The Life of Larry, kallad Larry & Steve. Kortfilmen sändes på Cartoon Networks World Premiere Toons. 
Cheferna på Fox såg båda kortfilmerna och gav MacFarlane möjligheten att skapa en serie baserad på karaktärerna ur filmerna. Peter Griffin, Family Guys huvudkaraktär, baserades på Larry och Brian baserades på Steve. Fox föreslog en 15-minuters kortfilm, och gav honom en budget på $50 000. MacFarlane har sagt att pilotavsnittet av Family Guy tog ett halvt år att skapa och producera. Cheferna var imponerade över pilotavsnittet och beställde tretton avsnitt av serien och sju av dessa sändes under den första säsongen.